# Alex Eisenring
Alex Roger Eisenring Castro (Ciudad de México, México; 26 de noviembre de 1953), más conocido como Alex Eisenring, es un músico, compositor, ingeniero de audio y productor discográfico. Pionero de la música techno, música electrónica y música experimental en México y Latinoamérica desde 1970. También es conocido por ser miembro del grupo de rock progresivo mexicano: Decibel.
En 1980 comenzó a crear música con caja de ritmos y tecnología electrónica, sintetizador y elementos creados por una computadora. Su ingenio digital es un elemento que ha explotado al máximo, esto lo hace un artista vanguardista y futurista que le ha permitido combinar todas sus habilidades a la hora de crear un álbum de estudio.
Aprendió en solitario a programar sintetizadores, software de producción musical, diseño y edición de video por medio de computadora, a la llegada de los equipos personales en la década de los ochenta, se convirtió en uno de los primeros docentes que podía enseñar cómo programar y utilizar esta tecnología, también se dedicó a importar y distribuir partes de computación orientados a la creación musical. 

Esto puede ser el principio de una era musical en la cual toda la música se funda en las nuevas altas técnicas de instrumentos; sintetizadores, secuenciadores, etc. Para producir una música que sea totalmente internacional y homogénea, y que sea al mismo tiempo divertida y al mismo tiempo inteligente, con la cual puedas pensar, con la cual puedas bailar, una música con la cual te puedas divertir 100%, con el cuerpo, con la mente, con todo.
Alex Eisenring, 1983

Fundó la banda El Queso Sagrado 1973 (QS) siendo parte del movimiento musical RIO ("Rock in opposition"). Miembro de Decibel (banda), Bardo Thodol así como también de El Escuadrón del Ritmo con el ya fallecido Capitán Pijama. Considerado por muchos el precursor de la música electrónica en México y fundador de la primera banda de techno-pop Mexicana, Syntoma. Ingeniero y/o productor de Iconoclasta, Vector Escoplo, Culto sin Nombre y Subsuelo.
Subsuelo, La Geometría De La Oportunidad es el primer disco grabado totalmente en forma digital en México en el año 1992, Alex Eisenring hizo teclados, grabó y programó con una Commodore Amiga 3000, se publicó en 1994.

## Historia

### Primeros años
En su niñez, Alex Eisenring vivió en Chihuahua y en el estado de Puebla, en donde la música que escuchaba era música tradicional mexicana en el tocadiscos de sus vecinos. A los 10 años de edad se mudó a la Ciudad de México y empezó a escuchar rock en la radio. A los 12 años Alex, tuvo la certeza de que quería dedicarse a la música, al obtener su primera guitarra. Aprendió a dominar las cuerdas, aprendió a tocar violín, flauta, teclados y desarrolló una gran curiosidad por aprender a tocar muchos instrumentos de forma autodidacta. A los 19 años Alex se compró su primera guitarra eléctrica y empezó a integrar a sus propios grupos de rock progresivo.

### Rock Progresivo - El Queso Sagrado
En los años setenta Alex Eisenring fue fundador de El Queso Sagrado 1973 (QS) grupo musical de rock progresivo y experimental, parte del movimiento musical RIO ("Rock in opposition"), conformado por Héctor Candanedo (bajo); Luis Rojas (batería) y Alex Eisenring (piano y guitarra), con un sonido basado en el rock europeo, buscando siempre sonoridades especiales. Alex sentía la electrónica como parte de su vida, con la guitarra utilizaba muchos pedales y rasgaba y tocaba de maneras extrañas buscando esas sonoridades electrónicas futuristas. El Queso Sagrado se quedó como un grupo mítico sin tener grabación discográfica alguna, sin embargo parte de ese material fue rescatado por Alex en 2019 en un CD editado por Kathmandu Records. 

### Synthpop - Syntoma
Los intereses de Eisenring lo llevaron a formar Syntoma y a crear el sello independiente Corporación Sintética en donde lanzó dos sencillos EP y un único álbum, hoy fundamental en la historia del Synth Pop Mexicano. Conformado por Bernardo González “Bernardo DisFraz”, Alex Eisenring y la cantante Silvia Candanedo, alias “Synthia Napalm”, primero fabricaron casetes caseros hechos a mano para poder publicar su obra y que los escucharan, ya que en el país no había interés comercial para publicar esta música. Syntoma publicó El Heloderma (1982), No me puedo controlar (1983) y Perdidos en el espacio (1984) con una fusión de ritmos tropicales que llamaron “electropical- urbano”. Paralelamente Alex, junto con el Capitán Pijama formaron “El Escuadrón del Ritmo” donde hacen uso y experimentan con cajas de ritmos y sintetizadores. 

### Computadoras Personales
Cuando surgieron las primeras computadoras personales, Alex trabajó en programación de manera independiente, en proyectos para ciertas empresas particulares como Bancomer, o en importación de computadoras y aditamentos, principalmente de Commodore Amiga; también instalaba estudios especiales de video, audio y diseño, y proveía los cursos y adiestramiento necesarios para su uso. Aquí Alex empieza a producir grabaciones musicales en casa, rompiendo la barrera del costoso estudio de grabación para grupos independientes. Durante este tiempo Alex, produjo el primer disco grabado totalmente en forma digital en México en el año 1992 de Subsuelo, La Geometría De La Oportunidad con su publicación en 1994, música compuesta por Victor Mendez, donde Alex Eisenring, hizo teclados, grabó y programó con una Commodore Amiga 3000.

### Decibel y Bardo Thodol
Decibel, ha marcado un hito en la historia del rock progresivo mexicano durante la llamada “década perdida” y el surgimiento de los hoyos fonqui en la Ciudad de México, con un estilo avant-garde, precursor en la música experimental, a partir de la aparición del disco El poeta del ruido, grabado a finales de los setenta.
En el año 2010 Walter Schmidt invitó a Alex Eisenring al grupo Decibel, intentando ser fieles al estilo del grupo conformado en 1974 pero adecuados de lleno al siglo XXI. En 2011 fueron invitados por la Cineteca Nacional a musicalizar cortos de Georges Méliès, al cumplir 150 años de su natalicio. Desde entonces Alex ha producido y grabado 5 discos con el grupo.
En el año 2013, junto con Carlos Vivanco, integró un dueto llamado Bardo Thodol un grupo con sintetizadores y guitarras creando música psicodélica electrónica con gran énfasis en la improvisación. Inspirados en el libro de los muertos, el grupo plasmó su tendencia hacia las filosofías antiguas y desarrollaron composiciones a partir de estas inspiraciones. Esto sirvió como pretexto para formar su propio sello discográfico llamado Kathmandu Records con hasta la fecha 9 lanzamientos. 

## Discografía

### Composición
- Syntoma – Heloderma 7” Ep (1982)
- Syntoma – No me puedo controlar (1983)
- Syntoma - Lost in space 7” Ep (1984)
- Decibel - Méliès (Música Inspirada En Los Filmes De George Méliès) (2012)
- Decibel - En vivo (2014)
- Syntoma - Syntoma (2015)
- Bardo Thodol  - Bardo Thodol  (2015)
- Decibel - Insecto mecánico (2015)
- Decibel - Secuencias Genéticas (2016)
- Kathmandu ensemble - Avantgarde (2017)
- The Dragulas - Le pop dangereus vol. 5 (2017)
- Decibel - Tomando el té con Alicia (2017)
- Queso sagrado - Queso sagrado (2019)
- Nucaraquet - Cesiniaimolaforli (2020)

### Producción
- Syntoma - Heloderma 7” Ep (1982)
- Syntoma - No me puedo controlar (1983)
- Size - El diablo en el cuerpo (1984)
- Syntoma - Lost in space 7” Ep (1984)
- Decibel - Méliès (Música Inspirada En Los Filmes De George Méliès) (2012)
- Decibel - En vivo (2014)
- Syntoma - Syntoma (2015)
- Bardo Thodol  - Bardo Thodol  (2015)
- Decibel - Insecto mecánico (2015)
- Decibel - Secuencias Genéticas (2016)
- Kathmandu ensemble - Avantgarde (2017)
- The Dragulas - La cabellera de Berenice (2017)
- The Dragulas - Le pop dangereus vol. 5 (2017)
- Decibel - Tomando el té con Alicia (2017)
- Silis - Retrogusto (2017)
- La música de Erich Zann - El Tormento (2018)
- Walter Schmidt - Clásicos (2018)
- Don Frastuolo - Memorias de Don Frastuolo (2018)
- Queso sagrado - Queso sagrado (2019)
- Nucaraquet - Cesiniaimolaforli (2020)

### Instrumentos e Interpretaciones
- Syntoma - Heloderma (7", Single) (1982)
- Syntoma - No Me Puedo Controlar (1983)
- The High Fidelity Orchestra - The High Fidelity Orchestra (CD, Album) (1983)
- Syntoma - Lost In Space (7") (1984)
- The High Fidelity Orchestra – My girl (1984)
- Vector escoplo - Represión (CD, Album) (1991)
- Mama Z - Mojame el alma entera (1991)
- Subsuelo - La Geometría De La Oportunidad (CD, Album) (1994)
- Decibel - Méliès (Música Inspirada En Los Filmes De George Méliès) (2012)
- Decibel - En Vivo (2014)
- Syntoma - Syntoma (2015)
- Bardo thodol - Bardo Thodol (2015)
- Decibel - Insecto Mecánico (2015)
- Decibel - Secuencias Genéticas (2016)
- Kathmandu ensemble - Avantgarde (2017)
- The Dragulas – La cabellera de Berenice (2017)
- The Dragulas – Le pop dangereus vol. 5 (2017)
- Decibel - Tomando El Té Con Alicia Y El Sombrerero Loco (2017)
- Silis - Retrogusto (2017)
- La música de Erich Zann - En Tormento (2018)
- Walter Schmidt - Clásicos (2018)
- Queso sagrado - Queso Sagrado (2019)
- Nucaraquet – Cesiniaimolaforli (2020)

### Diseño de Portada
- Decibel  - Méliès (Música Inspirada En Los Filmes De George Méliès) (2012)
- Decibel - En vivo (2014)
- Bardo thodol - Bardo thodol (2015)
- Decibel - Insecto mecánico (2015)
- Decibel - Secuencias genéticas (2016)
- Kathmandu ensemble - Avantgarde (2017)
- Carlos Vivanco - Far East (2017)
- Carlos Vivanco - Vedas (2018)
- La música de Erich Zann – En tormento (2018)
- Carlos Vivanco - Rainy Days & A Murder Of Crows (2019)
- Queso sagrado - Queso sagrado (2019)
- Carlos Vivanco - Dragon´s tail (2020)
- El Arca de Valjós - Las Tribulaciones de Valjós  (2021)